# Rocío Vitero Pérez
Rocío Vitero Pérez (Vitoria, 1980) es una trabajadora social, activista en movimientos sociales y política española.

## Biografía
Nació en Vitoria en 1980. En el año 2009 realizó en la UNED un programa experto profesional en Salud Mental Comunitaria. En el año 2011, un Máster en Exclusión Social, Integración y Ciudadanía por la UNED. Y en el año 2013 se graduó en Trabajo Social por la Universidad del País Vasco.

### Trayectoria profesional
Es experta en supervisión de políticas sociales y ha trabajado como auxiliar en residencias de personas mayores y en la reinserción de presos. Fue responsable del Centro Municipal Aterpe, centro de acogida para personas en situación de exclusión social en Vitoria; y gerente coordinadora de la Comisión Antisida de Álava. Fue vicepresidenta de EAPN Euskadi (Red Europea de Lucha contra la Pobreza y la Exclusión Social), y ha participado en movimientos sociales y de voluntariado.

### Trayectoria política
En las elecciones municipales de 2019 en Vitoria fue elegida concejala por EH Bildu con responsabilidades en Políticas Sociales y en las áreas de Hacienda, Promoción Económica y Comercio.
En mayo de 2022, la coalición EH Bildu confirmó a Vitero como candidata a la alcaldía en las elecciones municipales de 2023 en Vitoria.